# Galla Placidia

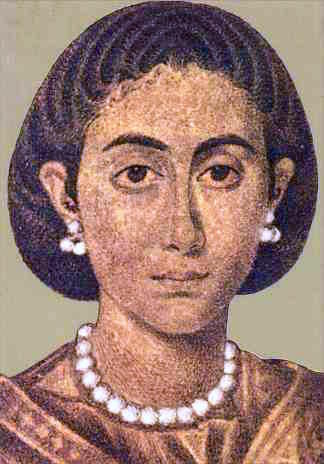
Galla Placidia

Galla Placidia Aelia (n. 386 d.Hr., Constantinopol, Imperiul Roman – d. 27 noiembrie 450 d.Hr., Roma, Imperiul Roman de Apus) a fost o împărăteasă romană, fiica lui Theodosius I și a Gallei, fiind sora împăraților Arcadius și Honorius. Placidia este capturată de vizigoți la Roma (410) și căsătorită cu regele vizigot Ataulf (414). După moartea acestuia se reîntoarce în Italia (416), devenind soția generalului Constantius al III-lea (417), proclamat în 421 împărat. Refugiată în 423, după moartea lui Honorius, la Constantinopol, revine doi ani mai târziu cu sprijinul lui Theodosius II și ocupă pentru fiul ei minor, Valentinian al III-lea, tronul Imperiului Roman de apus, exercitând până la moarte un anumit rol în viața politică și religioasă a statului.